# Kendallville
Kendallville és una població dels Estats Units a l'estat d'Indiana. Segons el cens del 2000 tenia 9.616 habitants.

## Demografia
Segons el cens del 2000, Kendallville tenia 9.616 habitants, 3.873 habitatges, i 2.459 famílies. La densitat de població era de 729,4 habitants/km².
Dels 3.873 habitatges en un 35,9% hi vivien nens de menys de 18 anys, en un 46% hi vivien parelles casades, en un 13,3% dones solteres, i en un 36,5% no eren unitats familiars. En el 31,5% dels habitatges hi vivien persones soles el 12,7% de les quals corresponia a persones de 65 anys o més que vivien soles. El nombre mitjà de persones vivint en cada habitatge era de 2,44 i el nombre mitjà de persones que vivien en cada família era de 3,07.
Per edats la població es repartia de la següent manera: un 28% tenia menys de 18 anys, un 10,3% entre 18 i 24, un 30,1% entre 25 i 44, un 17,7% de 45 a 60 i un 13,8% 65 anys o més.
L'edat mediana era de 32 anys. Per cada 100 dones de 18 o més anys hi havia 86,2 homes.
La renda mediana per habitatge era de 33.899$ i la renda mediana per família de 42.341$. Els homes tenien una renda mediana de 33.258$ mentre que les dones 23.851$. La renda per capita de la població era de 16.335$. Entorn del 7,9% de les famílies i el 9,9% de la població estaven per davall del llindar de pobresa.

## Poblacions més properes
El següent diagrama mostra les poblacions més properes.